# Gaetano Conti
Gaetano Conti – detto Tanino – (Palermo, 10 gennaio 1919 – Palermo, 11 agosto 2002) è stato un calciatore italiano, di ruolo centrocampista.
Era soprannominato la roccia.

## Biografia
Nato a Palermo, è cresciuto nel quartiere Kalsa.
È parente dell’ex calciatrice della Nazionale di calcio femminile dell'Italia: Pamela Conti.
Nonché di Daniele Conti, ex centrocampista della Primavera del Palermo, che vinse il Campionato Primavera 2008-2009.

## Caratteristiche tecniche
È uno dei giocatori più rappresentativi della storia della società rosanero, della quale è stato capitano.
Giocava come mediano ed era dotato di un’ottima tecnica in fase di impostazione.

## Carriera
Crebbe nel vivaio del Palermo ed esordì in Serie B nella stagione 1938-1939, collezionando tre presenze in campionato ed una in Coppa Italia.
Nella stagione successiva giocò a La Spezia, contribuendo alla vittoria de proprio girone di Serie C.
Nel 1940 tornò a Palermo, vestendo per una stagione la maglia della Juventina Palermo in Serie C.
Nel 1941 fu tesserato subito dopo la rifondazione del Palermo (inattivo nella stagione 1940/1941).
La sua carriera si svolse prevalentemente nella squadra siciliana, disputando tutti i campionati professionistici dell'epoca (dalla Serie C alla Serie A). Il vero esordio di Conti, in un campionato regolare  della massima serie, avvenne, però, nella stagione 1948-1949, nella squadra allenata da Giovanni Varglien che lo convocò per ben 34 gare  durante le quali il giocatore realizzò anche alcune reti.
L'anno successivo, nella squadra diretta da Giuseppe Viani, Conti non ebbe le stesse opportunità avute nella stagione precedente. Infatti, fu utilizzato pochissime volte nell'arco del torneo, tanto che, a fine campionato, il suo rapporto con il sodalizio rosanero arrivò a conclusione dopo 141 incontri disputati ed 11 goal realizzati tra Serie A, Serie B, Serie C e Coppa Italia.
Nella stagione 1950-1951 passò nelle file del Maglie, dove rimase per due anni, contribuendo, sotto la direzione tecnica di Carlo Alberto Quario, alla vittoria del campionato di Serie C nella stagione 1951-1952.
Dopo il ritiro fu allenatore nel settore giovanile del Palermo.

## Palmarès

### Club

#### Competizioni nazionali
- Campionato italiano Serie C: 1

Palermo-Juventina: 1941-1942
- Campionato siciliano: 1

Palermo: 1945
- Campionato italiano di Serie B: 1

Palermo: 1947-1948